# Elizate
Uma elizate (em basco) ou  anteiglesia (em castelhano) é uma povoação ou distrito municipal que tem a sua origem nas comunidades que se organizavam em torno de uma igreja e tinham como órgão de governo a assembleia de todos os vizinhos, que se celebrava em concelho aberto no pórtico ou adro da igreja paroquial. Desse costume procede esse termo, usado no País Basco. O conceito é de certo modo similar ao da paróquia galega.
A origem desta organização baseia-se, portanto, na existência de uma igreja paroquial e na institucionalização das reuniões celebradas.
Em Biscaia esta instituição básica consolidou-se ao serem criadas as Juntas Gerais, que são as reuniões dos representantes das diferentes anteiglesias de um território dado. Esta instituição desfrutava de uma muito ampla autonomia a respeito dos órgãos de governo do Senhorio. Os foros de 1452 e 1526 não incluíam mais que uma muito reduzida normativa com referência às autoridades das anteiglesias.

## Organização
As anteiglesias biscaínhas faziam parte da denominada Tierra Llana ("Terra Chã"). Regiam-se e regem-se pelo direito foral, em contraposição dos foros das vilas e cidades.
A responsabilidade do governo pertencia à assembleia de vizinhos, a qual era presidida por um "fiel síndico" e procurador geral, que adotava como representação da autoridade a lança da anteiglesia. O fiel exercia o cargo por um período de tempo determinado, normalmente um ano, e representava a anteiglesia nas juntas da merindade correspondente.
As anteiglesias eram divididas em confrarias, que correspondiam aos seus bairros. Atualmente mantém-se esta instituição em poucos locais. Um exemplo de sobrevivência das mesmas é a anteiglesia de Iurreta.